# Pimelodella
Pimelodella é o gênero peixe mais diverso da família Heptapteridae, com 83 espécies válidas, distribuídas desde o Panamá até a Argentina. Sua primeira revisão taxonômica foi realizada por Eigenmann (1917), mas o diagnóstico proposto para o gênero não foi mais suficiente para delimitá-lo, principalmente devido à descrição de novas espécies, sendo então redefinido diversas vezes ao longo dos anos.
Atualmente, Pimelodella é delimitada pela seguinte combinação de caracteres: corpo moderadamente alongado, geralmente entre 12 e 30 centímetros de comprimento padrão; processo supraoccipital longo, geralmente alcançando a placa nucal anterior; fontanelas anterior e posterior abertas, longas e separadas pela barra epifisária; limites dos olhos bem definidos pela borda orbital livre, bem acentuados anteriormente e dorsalmente; nadadeiras peitorais com um raio não ramificado forte e pungente, geralmente com dentações nas suas porções anterior e posterior, e 7-9 raios ramificados; geralmente seis raios branquiostégios; nadadeira caudal profundamente bifurcada; raios medianos da nadadeira caudal não articulados à placa hipural; hipural 5 como uma estrutura livre da placa hipural; corpo geralmente com uma faixa média-lateral escura se estendendo do focinho (ou posterior ao opérculo) até a inserção ou sobre os raios medianos da nadadeira caudal.
Algumas espécies de Pimelodella apresentam dimorfismo sexual, relacionados com o prolongamento dos primeiros raios das nadadeiras dorsal e peitoral em machos. As espécies de Pimelodella são utilizadas no aquarismo, e geralmente se encontram em riachos, perto da vegetação marginal, nos bancos de areia ou entre rochas, formando grupos de até 10 indivíduos.

## Espécies
- Pimelodella altipinnis (Steindachner, 1864)
- Pimelodella australis C. H. Eigenmann, 1917
- Pimelodella avanhandavae C. H. Eigenmann, 1917
- Pimelodella bockmanni Slobodian Pastana, 2018
- Pimelodella boliviana C. H. Eigenmann, 1917
- Pimelodella boschmai van der Stigchel, 1964
- Pimelodella brasiliensis (Steindachner, 1877)
- Pimelodella breviceps (Kner, 1858)
- Pimelodella buckleyi (Boulenger, 1887)
- Pimelodella chagresi (Steindachner, 1876)
- Pimelodella chaparae Fowler, 1940
- Pimelodella conquetaensis C. G. E. Ahl, 1925
- Pimelodella cristata (J. P. Müller & Troschel, 1848)
- Pimelodella cruxenti Fernández-Yépez, 1950
- Pimelodella cyanostigma (Cope, 1870)
- Pimelodella dorseyi Fowler, 1941
- Pimelodella eigenmanni (Boulenger, 1891)
- Pimelodella eigenmanniorum (A. Miranda-Ribeiro, 1911)
- Pimelodella elongata (Günther, 1860)
- Pimelodella enochi Fowler, 1941
- Pimelodella eutaenia Regan, 1913
- Pimelodella figueroai Dahl, 1961
- Pimelodella floridablancaensis Ardila Rodríguez, 2017
- Pimelodella geryi Hoedeman, 1961
- Pimelodella gracilis (Valenciennes, 1835)
- Pimelodella griffini C. H. Eigenmann, 1917
- Pimelodella grisea (Regan, 1903)
- Pimelodella hartii (Steindachner, 1877)
- Pimelodella hartwelli Fowler, 1940
- Pimelodella hasemani C. H. Eigenmann, 1917
- Pimelodella howesi Fowler, 1940
- Pimelodella humeralis Slobodian Akama Dutra, 2017
- Pimelodella ignobilis (Steindachner, 1907)
- Pimelodella itapicuruensis C. H. Eigenmann, 1917
- Pimelodella kronei (A. Miranda-Ribeiro, 1907)
- Pimelodella lateristriga (M. H. C. Lichtenstein, 1823)
- Pimelodella laticeps C. H. Eigenmann, 1917
- Pimelodella laurenti Fowler, 1941
- Pimelodella leptosoma (Fowler, 1914)
- Pimelodella linami L. P. Schultz, 1944
- Pimelodella longibarbata Cortés-Hernández DoNascimiento Ramírez-Gil, 2020
- Pimelodella longipinnis (Borodin, 1927)
- Pimelodella macrocephala (Miles, 1943)
- Pimelodella macturki C. H. Eigenmann, 1912
- Pimelodella martinezi Fernández-Yépez, 1970
- Pimelodella meeki C. H. Eigenmann, 1910
- Pimelodella megalops C. H. Eigenmann, 1912
- Pimelodella megalura A. Miranda-Ribeiro, 1918
- Pimelodella metae C. H. Eigenmann, 1917
- Pimelodella modestus (Günther, 1860)
- Pimelodella montana W. R. Allen, 1942
- Pimelodella mucosa C. H. Eigenmann & Ward, 1907
- Pimelodella nigrofasciata (Perugia, 1897)
- Pimelodella notomelas C. H. Eigenmann, 1917
- Pimelodella odynea L. P. Schultz, 1944
- Pimelodella ophthalmica (Cope, 1878)
- Pimelodella papariae (Fowler, 1941)
- Pimelodella pappenheimi C. G. E. Ahl, 1925
- Pimelodella parnahybae Fowler, 1941
- Pimelodella parva Güntert, 1942
- Pimelodella pectinifer C. H. Eigenmann & R. S. Eigenmann, 1888
- Pimelodella peruana C. H. Eigenmann & G. S. Myers, 1942
- Pimelodella peruensis Fowler, 1915
- Pimelodella procera Mees, 1983
- Pimelodella rendahli C. G. E. Ahl, 1925
- Pimelodella reyesi Dahl, 1964
- Pimelodella robinsoni (Fowler, 1941)
- Pimelodella roccae C. H. Eigenmann, 1917
- Pimelodella rudolphi A. Miranda-Ribeiro, 1918
- Pimelodella serrata C. H. Eigenmann, 1917
- Pimelodella spelaea Trajano, R. E. dos Reis & Bichuette, 2004
- Pimelodella steindachneri C. H. Eigenmann, 1917
- Pimelodella taeniophora (Regan, 1903)
- Pimelodella taenioptera A. Miranda-Ribeiro, 1914
- Pimelodella tapatapae C. H. Eigenmann, 1920
- Pimelodella transitoria A. Miranda-Ribeiro, 1907
- Pimelodella vittata (Lütken, 1874)
- Pimelodella wesselii (Steindachner, 1877)
- Pimelodella witmeri Fowler, 1941
- Pimelodella wolfi (Fowler, 1941)
- Pimelodella yaharo (Conde-Saldaña Albornoz-Garzón García-Melo Dergam Villa-Navarro, 2019)
- Pimelodella yuncensis Steindachner, 1902

1. ↑  VAN DER LAAN, RICHARD; ESCHMEYER, WILLIAM N.; FRICKE, RONALD (11 de novembro de 2014). «<strong>Family-group names of Recent fishes</strong>». Zootaxa (1). 1 páginas. ISSN 1175-5334. doi:10.11646/zootaxa.3882.1.1. Consultado em 3 de outubro de 2022
2. 1 2  «Bockmann FA, Guazzelli GM. 2003. Family Heptapteridae (Heptapterids). In: Reis RE, Kullander SO, Ferraris CJ (Eds.) Check list of the freshwater fishes of South and Central America. Edipucrs, Porto Alegre, Brazil, 406–431.»
3. ↑  FERRARIS, CARL J. (8 de março de 2007). «Checklist of catfishes, recent and fossil (Osteichthyes: Siluriformes), and catalogue of siluriform primary types». Zootaxa (1): 1–628. ISSN 1175-5334. doi:10.11646/zootaxa.1418.1.1. Consultado em 3 de outubro de 2022
4. ↑  Eigenmann, Carl H. (abril de 1917). «Pimelodella and Typhlobagrus». Memoirs of the Carnegie Museum (4): 229–258. ISSN 0885-4645. doi:10.5962/p.34485. Consultado em 3 de outubro de 2022
5. ↑  BOCKMANN, FLÁVIO A.; MIQUELARENA, AMALIA M. (30 de maio de 2008). «Anatomy and phylogenetic relationships of a new catfish species from northeastern Argentina with comments on the phylogenetic relationships of the genus Rhamdella Eigenmann and Eigenmann 1888 (Siluriformes, Heptapteridae)». Zootaxa (1). 1 páginas. ISSN 1175-5334. doi:10.11646/zootaxa.1780.1.1. Consultado em 3 de outubro de 2022
6. 1 2 3  SLOBODIAN, VERONICA; AKAMA, ALBERTO; DUTRA, GUILHERME MOREIRA (24 de outubro de 2017). «A new species of Pimelodella (Siluriformes: Heptapteridae) from the Guiana Shield, Brazil». Zootaxa (1). 85 páginas. ISSN 1175-5334. doi:10.11646/zootaxa.4338.1.4. Consultado em 3 de outubro de 2022
7. 1 2 3  Slobodian, Veronica; Pastana, Murilo N. L. (novembro de 2018). «Description of a newPimelodella(Siluriformes: Heptapteridae) species with a discussion on the upper pectoral girdle homology of Siluriformes». Journal of Fish Biology (5): 901–916. ISSN 0022-1112. doi:10.1111/jfb.13795. Consultado em 3 de outubro de 2022
8. ↑  Souza-Shibatta, Lenice; Pezenti, Larissa Forim; Ferreira, Dhiego Gomes; Almeida, Fernanda Simões de; Sofia, Silvia Helena; Shibatta, Oscar Akio (março de 2013). «Cryptic species of the genus Pimelodella (Siluriformes: Heptapteridae) from the Miranda River, Paraguay River basin, Pantanal of Mato Grosso do Sul, Central Brazil». Neotropical Ichthyology (1): 101–109. ISSN 1679-6225. doi:10.1590/s1679-62252013000100012. Consultado em 3 de outubro de 2022